# M. Stanley Whittingham
Michael Stanley Whittingham (Nottingham, 22 december 1941) is een Brits scheikundige en materiaalkundige. Hij is als hoogleraar verbonden aan de Binghamton-universiteit en de State University of New York. Hij is bekend van zijn werk aan moderne Lithium-ion-accus en met name de ontdekking van het concept van intercalatie-elektroden. Voor zijn werk hierin kreeg hij in 2019 samen met John B. Goodenough en Akira Yoshino de Nobelprijs voor Scheikunde.

## Biografie
Whittingham werd geboren in de Engelse stad Nottingham. Hij genoot zijn opleiding aan Stamford School in Lincolnshire (1951-1960) en studeerde scheikunde aan New College in Oxford. Aan de Universiteit van Oxford behaalde hij zowel zijn Bachelor (1964), zijn Master of Arts (1967) als zijn Doctor of Philosophy (1968).
Na zijn promotie was Whittingham post-doc student aan de Stanford-universiteit in de Verenigde Staten. Vervolgens was hij zestien jaar lang werkzaam voor Exxon Research & Engineering Company. Na vier jaar lang gewerkt te hebben voor Schlumberger werd hij hoogleraar aan de Binghamton-Universiteit.

## Onderzoek

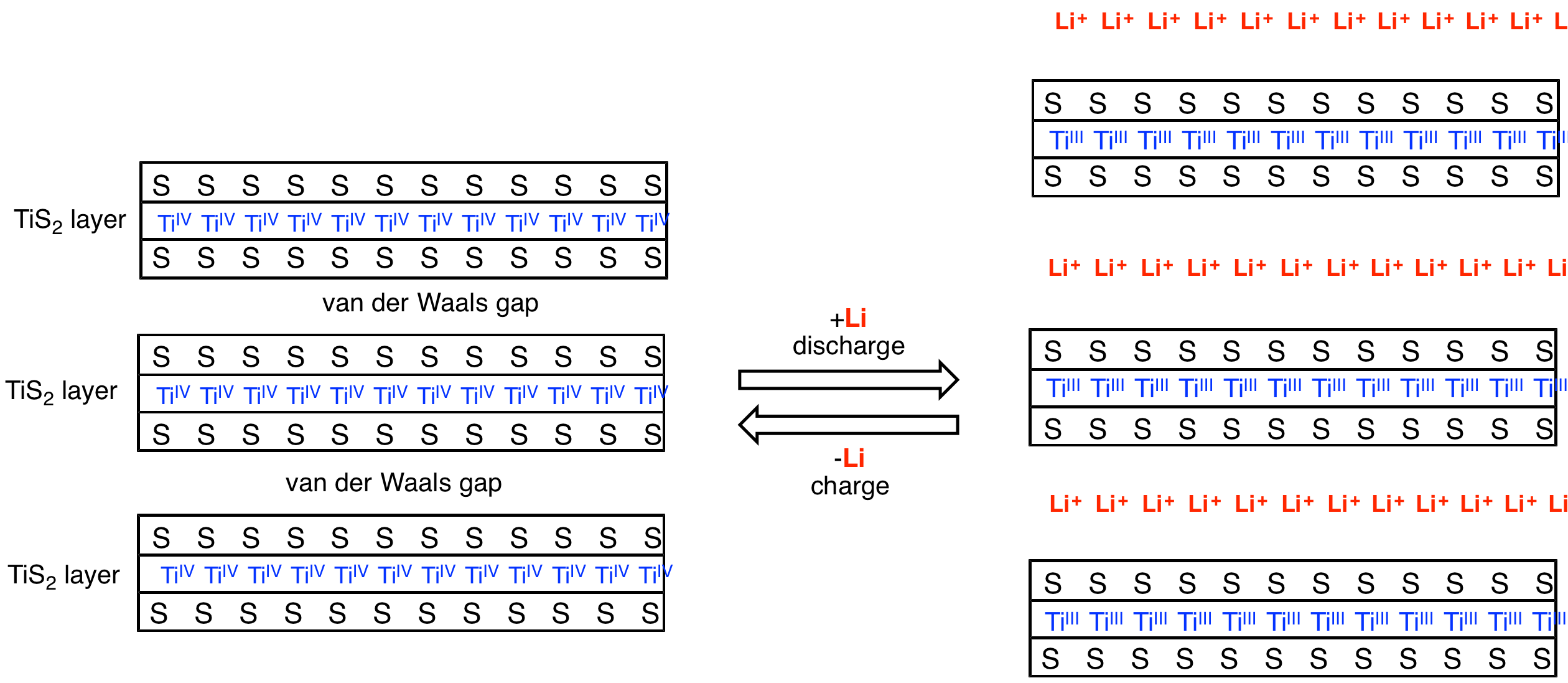
Schema van de intercalatie van lithiumionen in een titanium-disulfide kathode.

Nottingham speelde een sleutelrol in de ontwikkeling van lithiumbatterijen, en dan met name de ontdekking van intercalatie-elektrodes. In de jaren zeventig bouwde Whittinghams bij Exxon de eerste oplaadbare lithiumbatterij ter wereld. Deze bestond uit kathode van titanium-disulfide (TiS2) en een anode van lithium-aluminium. TiS2 heeft een gelaagde kristalstructuur waarbij de lagen door vanderwaalskrachten bijeengehouden worden. Hierdoor leent het zich goed voor intercalatie van lithium omdat tijdens het redoxproces de Li+-ionen tussen de TiS2-lagen gaan zitten.
Whittinghams experimentele batterij kon twee volt leveren. Echter door de reactieve aard van het toegepaste lithium-elektrolyt (LiClO4) waren zijn batterijen uiterst instabiel bleek en te explosief voor praktisch gebruik. Enige tijd later is Exxon daarom ook gestopt met de commerciële ontwikkeling van deze batterijen.
Voor zijn werk ontving hij in 1971 de Young Author Award van The Electrochemical Society, de Battery Research Award (2003) en werd hij gekozen tot lid in 2004. In 2012 werd Whittingham onderscheiden met de IBA Yeager Award for Lifetime Contribution en werd hij in 2013 lid van de Materials Research Society.